# デュアンテ・ヒース
デュアンテ・レイモン・ヒース（Deunte Raymon Heath, 1985年8月28日 - ）は、アメリカ合衆国ジョージア州アトランタ出身のプロ野球選手（投手）。右投右打。
愛称は「D」、「ビッグD」。

## 経歴

### プロ入り前
2003年のMLBドラフト27巡目（全体799位）でニューヨーク・メッツから指名されたが、レイクカウンティ・コミュニティカレッジへ進学した。
2004年のMLBドラフト25巡目（全体735位）でタンパベイ・デビルレイズから指名されたが、契約には至らなかった。
2005年のMLBドラフト23巡目（全体703位）でロサンゼルス・エンゼルス・オブ・アナハイムから指名されたが、テネシー大学へ編入した。

### プロ入りとブレーブス傘下時代
2006年のMLBドラフト19巡目（全体580位）でアトランタ・ブレーブスから指名され、8月9日に契約。
2007年、A級ローム・ブレーブスでプロデビュー。A級ロームでは16試合に登板し、7月にA+級マートルビーチ・ペリカンズへ昇格。A+級マートルビーチでは11試合に登板して2勝4敗・防御率5.82・47奪三振の成績を残した。
2008年はA+級マートルビーチとAA級ミシシッピ・ブレーブスでプレー。AA級ミシシッピでは13試合に登板して4勝5敗、防御率5.56・46奪三振の成績を残した。
2009年はAA級ミシシッピとAAA級グウィネット・ブレーブスでプレー。AAA級グウィネットでは7試合に登板して0勝1敗、防御率9.64・18奪三振の成績を残した。
2010年4月8日に放出された。

### ホワイトソックス時代
2010年4月22日にシカゴ・ホワイトソックスとマイナー契約を結んだ。移籍後はAA級バーミングハム・バロンズでプレーし、39試合に登板して2勝4敗2セーブ・防御率3.12・84奪三振の成績を残した。
2011年はAAA級シャーロット・ナイツでプレーし、30試合に登板して4勝7敗1セーブ・防御率4.73・117奪三振の成績を残した。オフの11月18日にホワイトソックスとメジャー契約を結び、40人枠入りした。
2012年3月4日にホワイトソックスと1年契約に合意。3月19日にAAA級シャーロットへ異動し、そのまま開幕を迎えた。7月4日にジェシー・クレインが故障者リスト入りしたため、メジャーへ昇格した が、登板のないまま8日にAAA級シャーロットへ降格。ロースターが拡大した9月1日に再昇格し、同日のデトロイト・タイガース戦でメジャーデビュー。5点ビハインドの8回裏1死から登板し、0回2/3を無安打無失点に抑えた。この年は3試合に登板して防御率4.50・1奪三振の成績を残した。
2013年2月22日にホワイトソックスと1年契約に合意。3月19日にAAA級シャーロットへ異動し、そのまま開幕を迎えた。4月12日にメジャーへ昇格。4月13日のクリーブランド・インディアンス戦に登板したが、1.2回を投げ1安打1失点2四球と結果を残せず、17日にAAA級シャーロットへ降格した。4月28日にガビン・フロイドが故障者リスト入りしたため、メジャーへ再昇格。3試合に登板したが、計3回で6安打6失点6四球と良い所が見せられず、5月18日にAAA級シャーロットへ降格した。6月6日にジェイク・ピービーが故障者リスト入りしたため、メジャーへ再昇格し、19日のミネソタ・ツインズ戦に登板したが、2回2安打3失点の乱調で、翌20日に再びAAA級シャーロットへ降格。その後メジャーへ昇格することはなく、この年は5試合に登板して0勝0敗・防御率11.74・3奪三振の成績を残した。
2014年2月7日に40人枠を外れる形でAAA級シャーロットへ配属された。この年はAAA級シャーロットで22試合（先発8試合）に登板して5勝1敗・防御率3.22・73奪三振の成績を残した。7月17日に放出された。

### 広島時代
2014年7月24日に広島東洋カープとの契約が合意に達したと発表された。8月30日にNPBでの初勝利を挙げた。シーズン途中加入ながら7試合に先発して3勝0敗・防御率2.38・35奪三振と好成績を残した。
2015年は抑えに転向した。3月27日の東京ヤクルトスワローズとの開幕戦でNPB初ホールドを記録した。3月29日の対ヤクルト戦でNPB初セーブを挙げた。4月2日の横浜DeNAベイスターズ3回戦で12回に登板し、梶谷隆幸にサヨナラ安打を打たれ、NPB初敗戦投手となった。3、4月は11回1/3を投げ防御率1.59を記録するも、WHIPは2.12と走者を許す投球が目立ち、5月1日に登録抹消され、再調整となった。6月4日に再登録されてからは、抑えではなくビハインド時や大量リード時での起用が中心となったが、6月から8月にかけて30回を投げ防御率1.80、WHIP0.80、奪三振率11.70、K/BBは5.57を記録した。しかし、9、10月には再び走者を許す場面が目立ち、8回1/3を投げ防御率5.40、WHIP1.68と数字を落とした。結果的にシーズン43登板で、4セーブ10ホールドとシーズン前に期待された抑えとしての役割は果たせなかった。

### 広島退団後
2016年2月から3月にかけ、KBOリーグのハンファ・イーグルスの入団テストを受けるも不合格。4月15日にメキシカンリーグのラグナ・カウボーイズと契約。5月17日にトレードで、プエブラ・パロッツへ移籍した。
2017年1月2日にシンシナティ・レッズとマイナー契約を結んだ。スプリングトレーニング中の3月28日に自由契約となった。同日中に前年在籍していたパロッツと契約した。

### 富山時代
2018年3月9日にルートインBCリーグの富山GRNサンダーバーズと契約した。7試合に登板し1勝4セーブ、防御率0.00の成績を残した。

### 西武時代
2018年5月10日に埼玉西武ライオンズとの契約が発表され、5月15日に公示された。5月20日のオリックス戦で中継ぎとして登板。中継ぎを中心に活躍するが、チームの投手事情により抑えに転向。8月3日の日本ハム戦でNPBでは3年ぶりのセーブをあげた。その後、抑えに定着をし13セーブをあげチームのリーグ優勝に貢献した。
2019年は一軍で開幕を迎えたが、初登板の試合で1アウトも取れないまま逆転サヨナラ負けを許した後、肩の痛みを訴えて登録抹消。その間に増田達至に抑えの座を奪還されてしまった。以降はセットアッパーに回るものの、首周辺を痛めたこともあり、不安定なピッチングを繰り返し、一軍と二軍を往復する。最終的には34試合の登板で防御率3.73を残したものの、11月にウェーバー公示され、自由契約となった。

### 富山復帰
2020年3月9日にBCリーグの富山への加入が発表された。同球団への復帰は2年ぶり。NPB復帰を目的とした入団である。同年は7試合に登板し、1敗1セーブ、防御率1.42の成績を残していたが、7月25日に出場選手登録が抹消された。NPB球団復帰を推測する報道も出たものの、実際は故障によるものだった。
2021年も引き続き富山と契約し、開幕前の2月に背番号を変更した。
2022年より富山の所属リーグは日本海オセアンリーグ（NOL）となったが、開幕前の3月17日に退団（自由契約）が発表され、日本海オセアンリーグでの公式戦には出場しなかった。

### メキシカンリーグ時代
2022年5月12日にメキシカンリーグのモンクローバ・スティーラーズと契約した。
2023年11月14日、CPBLに所属する台鋼ホークスに、アジア・ウィンター・リーグに参加する選手として入団することが発表された。

## 投球スタイル・人物
最速154km/h のフォーシームとツーシーム、スライダー、カーブ、チェンジアップ、SFF、フォークボールが持ち球。
本人はスライダーに自信を持っており、人差し指を折りたたんだナックルカーブの握りでカーブとスライダーを投げ分けている。フォークは回転をしないいわゆる｢無回転フォーク｣を投げている。

## 詳細情報

### 年度別投手成績
| 年 度    | 球 団    | 登 板 | 先 発 | 完 投 | 完 封 | 無 四 球 | 勝 利 | 敗 戦 | セ 丨 ブ | ホ 丨 ル ド | 勝 率 | 打 者 | 投 球 回 | 被 安 打 | 被 本 塁 打 | 与 四 球 | 敬 遠 | 与 死 球 | 奪 三 振 | 暴 投 | ボ 丨 ク | 失 点 | 自 責 点 | 防 御 率 | W H I P |
| -------- | -------- | ----- | ----- | ----- | ----- | -------- | ----- | ----- | -------- | ----------- | ----- | ----- | -------- | -------- | ----------- | -------- | ----- | -------- | -------- | ----- | -------- | ----- | -------- | -------- | ------- |
| 2012     | CWS      | 3     | 0     | 0     | 0     | 0        | 0     | 0     | 0        | 0           | ----  | 7     | 2.0      | 1        | 1           | 1        | 0     | 0        | 1        | 0     | 0        | 1     | 1        | 4.50     | 1.00    |
| 2013     | CWS      | 5     | 0     | 0     | 0     | 0        | 0     | 0     | 0        | 0           | ----  | 41    | 7.2      | 8        | 2           | 12       | 1     | 0        | 3        | 1     | 0        | 10    | 10       | 11.74    | 2.61    |
| 2014     | 広島     | 7     | 7     | 0     | 0     | 0        | 3     | 0     | 0        | 0           | 1.000 | 171   | 41.2     | 29       | 3           | 20       | 0     | 0        | 35       | 2     | 2        | 11    | 11       | 2.38     | 1.18    |
| 2015     | 広島     | 43    | 0     | 0     | 0     | 0        | 3     | 6     | 4        | 10          | .333  | 205   | 49.2     | 43       | 3           | 19       | 1     | 0        | 59       | 2     | 1        | 14    | 13       | 2.36     | 1.25    |
| 2018     | 西武     | 42    | 0     | 0     | 0     | 0        | 4     | 1     | 13       | 9           | .800  | 158   | 39.2     | 28       | 4           | 8        | 0     | 3        | 53       | 2     | 0        | 11    | 11       | 2.50     | 0.91    |
| 2019     | 西武     | 34    | 0     | 0     | 0     | 0        | 2     | 3     | 2        | 7           | .400  | 135   | 31.1     | 26       | 2           | 14       | 0     | 2        | 34       | 2     | 0        | 15    | 13       | 3.73     | 1.28    |
| MLB：2年 | MLB：2年 | 8     | 0     | 0     | 0     | 0        | 0     | 0     | 0        | 0           | ----  | 48    | 9.2      | 9        | 3           | 13       | 1     | 0        | 4        | 1     | 0        | 11    | 11       | 10.24    | 2.28    |
| NPB：4年 | NPB：4年 | 126   | 7     | 0     | 0     | 0        | 12    | 10    | 19       | 26          | .545  | 669   | 162.1    | 126      | 12          | 61       | 1     | 5        | 181      | 8     | 3        | 51    | 48       | 2.66     | 1.15    |

- 2023年度シーズン終了時

### 独立リーグでの投手成績
| 年 度     | 球 団     | 登 板 | 先 発 | 完 投 | 完 封 | 無 四 球 | 勝 利 | 敗 戦 | セ 丨 ブ | ホ 丨 ル ド | 勝 率 | 打 者 | 投 球 回 | 被 安 打 | 被 本 塁 打 | 与 四 球 | 敬 遠 | 与 死 球 | 奪 三 振 | 暴 投 | ボ 丨 ク | 失 点 | 自 責 点 | 防 御 率 | W H I P |
| --------- | --------- | ----- | ----- | ----- | ----- | -------- | ----- | ----- | -------- | ----------- | ----- | ----- | -------- | -------- | ----------- | -------- | ----- | -------- | -------- | ----- | -------- | ----- | -------- | -------- | ------- |
| 2018      | 富山      | 7     | 0     | 0     | 0     | 0        | 1     | 0     | 4        | -           | 1.000 | 32    | 9.0      | 3        | 0           | 2        | -     | 0        | 14       | 0     | 1        | 1     | 0        | 0.00     | 0.56    |
| 2020      | 富山      | 7     | 0     | 0     | 0     | 0        | 0     | 1     | 1        | 0           | .000  | 27    | 6.1      | 3        | 0           | 3        | -     | 2        | 8        | 0     | 0        | 2     | 1        | 1.42     | 0.95    |
| 2021      | 富山      | 15    | 2     | 0     | 0     | 0        | 1     | 0     | 1        | 0           | 1.000 | 70    | 16.0     | 11       | 1           | 12       | -     | 0        | 24       | 1     | 0        | 6     | 6        | 3.38     | 1.44    |
| 通算：3年 | 通算：3年 | 29    | 2     | 0     | 0     | 0        | 2     | 1     | 2        | -           | .667  | 129   | 31.1     | 17       | 1           | 17       | -     | 2        | 46       | 1     | 1        | 9     | 8        | 2.30     | 1.09    |

- 2023年度シーズン終了時

### 記録

#### MLB
初記録
- 初登板：2012年9月1日、対デトロイト・タイガース戦（コメリカ・パーク）、8回裏に8番手で救援登板、2/3回無失点
- 初奪三振：2012年9月21日、対ロサンゼルス・エンゼルス・オブ・アナハイム戦（エンゼル・スタジアム・オブ・アナハイム）、8回裏にピーター・ボージャスから見逃し三振

#### NPB
初記録
投手記録
- 初登板・初先発：2014年8月24日、対阪神タイガース19回戦（MAZDA Zoom-Zoom スタジアム広島）、6回2安打1失点7奪三振で勝敗つかず
- 初奪三振：同上、2回表に岩貞祐太から空振り三振
- 初勝利・初先発勝利：2014年8月30日、対中日ドラゴンズ19回戦（ナゴヤドーム）、6回1/3を3安打無失点
- 初ホールド：2015年3月27日、対東京ヤクルトスワローズ1回戦（MAZDA Zoom-Zoom スタジアム広島）、9回表に3番手で救援登板・完了、1回無失点
- 初セーブ：2015年3月29日、対東京ヤクルトスワローズ3回戦（MAZDA Zoom-Zoom スタジアム広島）、9回表に3番手で救援登板・完了、1回無失点

打撃記録
- 初安打・初打点：2014年9月5日、対横浜DeNAベイスターズ19回戦（横浜スタジアム）、4回表に尚成から中前適時打

### 背番号
- 60（2012年）
- 54（2013年）
- 70（2014年 - 2015年）
- 26（2016年 - 同年途中）
- 29（2016年途中 - 2017年）
- 43（2018年 - 同年5月14日、2020年）
- 68（2018年5月15日 - 2019年）
- 83（2021年 - 2022年3月17日）